# USS Washington (BB-47)

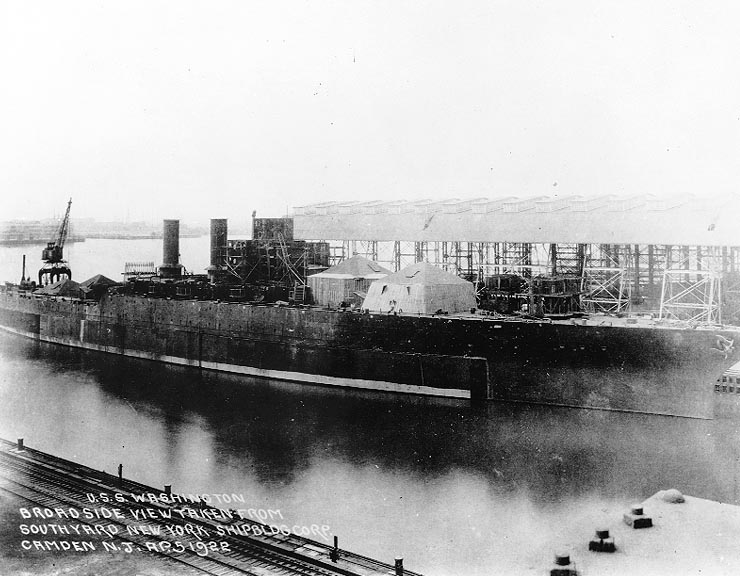
Romp van de USS Washington in opbouw (1922)

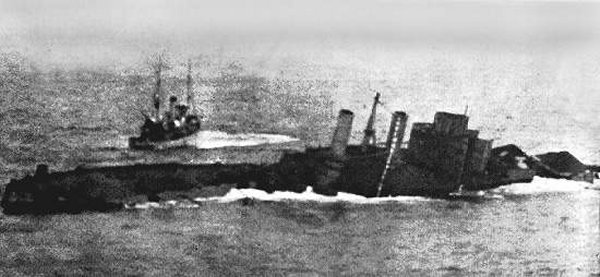
USS Washington zinkt (1924).

De USS Washington (designatie: BB-47) was een slagschip uit de Colorado-klasse van de Amerikaanse Marine, vernoemd naar de staat Washington.
De kiel werd gelegd op 30 juni 1919 in Camden (New Jersey) op de werf van de New York Shipbuilding Corporation. Op 1 september 1921 liep het van stapel. Doopmeter was Jean Summers, dochter van de congresafgevaardigde John W. Summers, die de staat Washington vertegenwoordigde.
Door de akkoorden van de Washingtonse vlootconferentie in 1922 werden vlootbeperkingen opgelegd en mocht de Washington niet afgewerkt worden. De werken aan het voor driekwart afgewerkte schip werden stilgelegd.
Om eventuele verbeteringen aan zusterschepen uit te testen werd het onafgewerkte schip als doel voor schietoefeningen gebruikt. Bij een dergelijke beschieting zonk het op 26 november 1924.

## Zusterschepen
- USS Colorado (1923)
- USS Maryland (1921)
- USS West Virginia (1923)

## Technische gegevens
- Tonnenmaat: 33.100 t
- Lengte: 190 m
- Breedte: 29,7 m
- Diepgang: 9,3 m
- Ontworpen maximumsnelheid: 21 knopen
- Bemanning: 1.354
- Bewapening: acht 16-inch kanonnen, twintig 5-inch kanonnen, acht 3-inch Flak